# Hrib pri Fari
Hrib pri Fari – wieś w Słowenii, w gminie Kostel. W 2018 roku liczyła 10 mieszkańców.